# Escudo de Cudillero

El concejo asturiano de Cudillero no tiene escudo sancionado legalmente, pero usa el inventado por Octavio Bellmunt y Fermín Canella en su obra "Asturias".
Su escudo es:
Medio partido y cortado.
- Primer cuartel partido, seis cuervos puestos de dos en dos. Son las armas del concejo de Pravia, del que se separó en el siglo XIX, que a su vez son los del linaje de Cuervo-Arango.

- Segundo cuartel partido, engolada de dragantes acompañada de tres armiños puestos dos y uno. Estas son las armas del linaje de Omaña, señorío en el concejo.

- Tercer cuartel cortado, tiara pontificia cargada con tres coronas, con dos llaves puestas en aspa una de oro y otra de plata. Esta es la señal de la parroquia de San Pedro y puestas aquí, es igual que las armas de la Santa Sede.

Al timbre corona real cerrada.
- Datos: Q5837966